# Тврђава Козник
Козник је тврђава у Србији, која се налази 8 km западно од Александровца и десетак километара северозападно од Бруса, а подигнута је у последњој трећини XIV века. Смештена је на обронцима Копаоника, на једном купастом узвишењу висине 921 m нмв, које доминира околином, изнад реке Расине. У историјским подацима се везује за личност великог челника Радича Поступовића, велможе Стефана Лазаревића (кнез 1389—1402, деспот 1402—1427). У склопу Ноћи музеја 2009. године, у тврђави Козник је била смештена поставка под називом „Живот у средњовековном замку“. Данас је делимично конзервирана и налази се под заштитом Републике Србије као споменик културе од великог значаја.

## Веза Козника и Радича Поступовића
Цела област око града се назива Расина због чега се Козник повезује са Радичем Поступовићем коме је на Расини деспот Стефан 1405. године издао две повеље. У народној епској поезији Поступовић је називан и Раде Облачић или пак Рајко од Расине, због чега се и ова два имена везују за Козник.

## Прошлост Козника
Козник је највероватније подигнут за време владавине кнеза Лазара (1371—1389), пошто су на њему откривени трагови грађења у Моравском стилу карактеристичном за његову владавину, тако да је подигнут у истом периоду као и низ других утврђења (Крушевац, Прокупље, Пирот). У изворима се први пут помиње у Лазаревој повељи манастиру Лавра светог Атанасија на Светој гори. Повеља носи датум 08.08. 1381. године и донета је у племенитом граду Кознику. Његова супруга Милица, боравила је у граду 1402. године, а три године касније њихов син Стефан издаје две повеље свом великашу Радичу Поступовићу којима му додељује сва села око Козника и цркву на Грабовничици. У Кознику су често боравили и Стефан и Милица, о чему сведочи и њена повеља, коју је 12.09. 1405. године издала Дубровчанима са Расине (како се означавао Козник), када се господин деспот жењаше.
Током првог пада Деспотовине 1439. године, Османлије су заузеле Козник, али он неколико година касније бива враћен деспоту Ђурђу (1427—1456) на основу одредби Сегединског мира којима је 1444. године обновљена Српска деспотовина. Деценију касније, Османлије га трајно заузимају током похода на Крушевац (1454—1455), након чега је Козник обновљен и додатно утврђен, као стратешки значајно утврђење. Његов значај није опао ни почетком XVI века, јер је оближње село Стрелар испоручивало утврђењу 30.000 стрела годишње.
У наредним вековима, у Кознику се налазила османска посада коју су, у доба великог Бечког рата, 1689. године уништили српски устаници заузимајући тврђаву. Непосредно након тога, један аустријски инжењерски официр је направио оквиран план утврђења са његовим подграђем, а на њему је забележио и назив утврђења Schloss Koznica (испод цртежа) и Cosnicher Schloss (изнад цртежа). Након Пиколоминијеве смрти у Скопљу и пропасти аустријске офанзиве на Балкан, долази до Велике сеобе Срба, а сам Козник, као и низ других утврђења, бива напуштен и препуштен зубу времена.
Археолошка истраживања локалитета први пут обављана у периоду од 1970. до 1973. године. Током њих је цео комплекс рашчишћен од вегетације, конзервирани су и делимично обновљени делови бедема и кула, као и сама Донжон кула, која је ојачана системом гвоздених прстенова. Радови су настављени 1978. године када су обезбеђена нова средства, али су већ 1980. године изнова прекинути. У овом периоду, између осталог, откривена је цистерна пречника 5 метара, у склопу које су се налазила четири бунара. Цео систем је био направљен да би скупљао и чувао атмосферску воду, а у њему је приликом открића постојала бистра вода, што сведочи о томе да је и после више векова, систем скупљања и чувања воде у тврђави функционисао без проблема.
Данас се у Кознику сваке године, на дан светог Пантелејмона 09.08., одржавају народни сабор и ликовно-песничка колонија.

## Изглед Козника
Козник је подигнут на узвишењу које са три стране чине оштре стене које онемогућавају прилаз, док му је четврта (западна) страна блажа и њом се прилази утврђењу. Неправилног је облика који прати конфигурацију терена, са највећом дужином од 58 метара и ширином од 44 метара. Његови бедеми су ојачани са 8 четвоространих квадратних кула, размештених на приближно истом растојању. Три куле на источном бедему су нешто мање од три које се налазе на јужном и западном бедему, док су северна (Донжон кула) и северозападна кула (спољна ширина 10, а унутрашња 8 метара), знатно веће и највероватније су имале и стамбену улогу. На највишој тачки града, око 921 m нмв, на средини северног бедема смештена је Донжон кула. У питању је четворострана кула са основом правилног квадрата странице 9 m и дебљином зида од око 2 m, у коју се улазило са јужне стране.
Једна од капија се налазила на северном бедему, у близини североисточне куле, друга се вероватно налазила на јужном бедему, уз југоисточну кулу, док је још један улаз постојао у северозападној кули. У јужном, ужем и нижем, делу Козника налази се цистерна за атмосферску воду са 4 филтер бунара, док се северном делу уочавају остаци две грађевине, смештене уз западни односно источни бедем. Током археолошких истраживања, пронађени су остаци украсне камене пластике карактеристичне за Моравски стил, што упућује на закључак да је у склопу тврђаве постојала тзв. придворна црква, попут Лазарице у Крушевцу. Остаци малтера црвенкасте боје на грудобрану једне од кула, пронађених током археолошких истраживања говоре у прилог датирању подизања утврђења у доба кнеза Лазара и Моравског стила. Испод самог Козника, са његове јужне стране, постојало је подграђе, чији се остаци и данас назиру.

## Напомена
1. ↑  У литератури се често помиње да се Козник налази на обронцима Жељина, због релативне близине масиву те планине и релативно великој удаљености од највиших врхова Копаоника, али се налази на крајњем североистоку планинског масива Копаоника, чија се најсевернија тачка налази у његовом непосредном подножју.
2. ↑  Подаци о висини врха на коме се тврђава налази варирају од 922 (Дероко), преко 921 (Карта Војногеографског института 580-2-2 (Плеш) из 1992. године), до 920 метара (Ђидић).